# Василий Якимович
Василий Иванович Якимович (на руски: Василий Иванович Якимович, до 1918 г. Василій Ивановичъ Якимовичъ) е руски и български офицер (полковник), първи командир на 2-ра пеша бригада от българската войска.

## Биография
Василий Якимовиче роден на 17 февруари 1834 г. в Руската империя. По вероизповедание е православен християнин. На 8 октомври 1854 г. постъпва на военна служба. На 6 ноември 1882 г. е произведен в чин полковник за отличие. На 15 март 1883 г., като полковник и командир на 3-ти стрелкови батальон „по молба“ е уволнен от руска служба и постъпва във войската на Княжество България. На 24 същия месец поема командването на 2-ра пеша бригада. На 28 октомври 1885 е върнат на руска служба и назначен за командир на 66-и бутирски полк. От 9 март 1866 г. служи като командир на 15-и резервен пехотен кадрови батальон.

## Военни звания
- Прапоршчик (8 октомври 1854)
- Подпоручик (4 август 1858)
- Поручик (16 май 1860)
- Щабс-капитан (1 май 1865)
- Капитан (7 май 1871)
- Майор (1 октомври 1875)
- Подполковник (6 април 1880)
- Полковник за отличие (6 ноември 1882)

## Заемани длъжности
- Командир на рота (6 години и 8 месеца)
- Командир на батальон (2 години и 2 месеца)
- Командир на 3-ти стрелкови батальон (до 15 март 1883)
- Командир на 2-ра пеша бригада от Българската войска (от 24 март 1883)
- Командир на 66-и бутирски полк (от 28 октомври 1885)
- Командир на 15-и резервен пехотен кадрови батальон (от 9 март 1886)

## Награди
- Орден „Св. Станислав“ III степен (1866)
- Орден „Св. Анна“ III степен (1872)
- Орден „Св. Станислав“ II степен (1885)